# Koncil kadoša
Koncil kadoša (engl. Council of Kadosh) ili areopag (fran. Aréopage) predstavlja najčešće treću dodatnu organizacijsku jedinicu Drevnog i prihvaćenog škotskog obreda, u sustavu slobodnog zidarstva, koja dodjeljue koja dodjeljue 12 viših stupnjeva, od 19° do 30°. Ovo tijelo nosi naziv po posljednjem, 30., stupnju kojeg dodjeljuje, vitez kadoš, ili po areopagu, "Aresovom brdu" koje se nalazi sjeverozapadno od Akropole u Ateni, poznatom kao sjedište istoimenog tijela koje je u klasičnom periodu služilo kao sud u kaznenim i građanskim slučajevima.
Stupnjevi koji se izvode u koncilu kadoša ili areopagu poznati su kao "crni stupnjevi". Slobodni zidari moraju prethodno dosegnuti 18. stupanj u svom matičnom kapitelu ružinog križa prije nego što se mogu prijaviti za članstvo u koncilu ili areopagu Škotskog reda. 
Ovi stupnjevi, od 19° do 30°, usredotočeni su na istraživanje moralne i etičke filozofije, viteških ideala te dubljih značenja nauka slobodnog zidarstva. Temelje se na bogatoj baštini povijesnih, religijskih i filozofskih tradicija, naglašavajući vrijednosti poput pravde, časti, dužnosti i težnje za znanjem. Izraz kadoš potječe iz hebrejskog jezika i znači "svet" ili "posvećen", što odražava naglasak ovih stupnjeva na duhovnom i moralnom pročišćenju. Stupnjevi koncila kadoša pozivaju članove na unutarnju refleksiju, razvijanje vrlinskog karaktera te težnju prema višim idealima – kako u osobnom, tako i u profesionalnom životu.
Trideseti stupanj – vitez kadoš – zauzima posebno mjesto u hijerarhiji i često se smatra vrhuncem nauka prethodnih stupnjeva. On simbolizira viteški put duhovnog i moralnog usavršavanja, pozivajući svakog slobodnog zidara da bude branitelj istine i pravednosti. Cilj koncila kadoša jest produbiti slobodnozidarsko razumijevanje vlastitih obveza – prema sebi, bližnjima i božanskom. Njegova učenja potiču članove na život ispunjen poštenjem, služenjem i prosvjetljenjem, kako bi pozitivno doprinosili društvu i ostali vjerni uzvišenim idealima slobodnog zidarstva.
Posebnost Sjeverne jurisdikcije Škotskog obreda SAD-a je u tome što se kod njih svi ovi stupnjevi rade i dodjeljuju u konzistoriju, skupa s 31. i 32. stupnjem. Isto vrijedi i za Vrhovno vijeće Kanade.

## Stupnjevi
U tablici su prikazani stupnjevi koji se rade u koncilu kadoša ili areopagu u većini nadležnosti, uključujući Južnu jurisdikciju SAD-a, dok se svi ovi stupnjevi u Sjevernoj jurisdikciji Škotskog obreda SAD-a i Kanadi dodjeljuju i rade u konzistoriju.
| 19° | veliki pontifex Grand Pontiff                                                                     | Albert Pike je oblikovao ritual koji slijedi opću strukturu herojskog putovanja  | brat staze Brothers of the Trail                   | Duž Oregonske staze 1840-ih, jedan pionir ispunjava svoju svetu obvezu – brigu za Brata slobodnog zidara.                                                           |
| 20° | majstor simboličke lože Master of the Symbolic Lodge                                              | Geometrija i vrline; poznati zakonodavci poput Hamurabija, Sokrata i Konfucija   | majstor za života Master ad Vitam                  | General američke vojske Benedict Arnold traži oprost za svoje izdajnike postupke od Georgea Washingtona (1784.)                                                     |
| 21° | noahid, ili pruski vitez Noachite, or Prussian Knight                                             | Slobodni carski grad Dortmund u 1190.-ima                                        | patrijarh noahid Patriarch Noachite                | Vitezovi i plemići okupljaju se kako bi kaznili zločin, nagradili vrlinu, zaštitili nevine i pomogli potrebitima. Slobodni carski grad Dortmund u 1190.-ima.        |
| 22° | vitez kraljevske sjekire, ili princ Libanona Knight of the Royal Ax, or Prince of Libanus         | Pruski vitezovi                                                                  | princ Libanona Prince of Libanus                   | Slobodni zidar susreće drvosječe koji provjeravaju njegovu spremnost da odbaci svoj položaj i status, u Pacifičkom sjeverozapadu, kasnih 1800-ih ili ranih 1900-ih. |
| 23° | poglavar Šatora sastanka Chief of the Tabernacle                                                  | 16. poglavlje Knjige Brojeva                                                     | vitez hrabrosti Knight of Valor                    | Na temelju istinitog događaja iz Drugog svjetskog rata, stupanj prikazuje junaštvo Četvorice kapelana (veljača 1943.)                                               |
| 24° | princ Šatora sastanka Prince of the Tabernacle                                                    | Četiri elementa, Oziris, Mitra                                                   | brat od tolerancije Brother of Tolerance           | Kasnih 1700-ih, američki indijanac podnosi zamolbu za prijem u simboličnu ložu u kolonijalno doba                                                                   |
| 25° | vitez mesingane zmije Knight of the Brazen Serpent                                                | Sufizam                                                                          | majstor postignuća Master of Achievement           | Radinost i marljivost prikazane su kroz život Benjamina Franklina                                                                                                   |
| 26° | princ milosrđa, ili Škotsko trojstvo Prince of Mercy, or Scottish Trinitarian                     | Usporedna religija                                                               | prijatelj i brat vječni Friend and Brother Eternal | Iako su na suprotnim stranama tijekom Američkog građanskog rata, dva časnika ostaju vjerni načelima slobodnog zidarstva                                             |
| 27° | vitez Sunca, ili prosvijećeni princ Knight of the Sun, or Prince Adept                            | Viteštvo; Srednji vijek                                                          | vitez Jeruzalema Knight of Jerusalem               | Povijesni sukob između pape Honorija III. i njemačko-rimskog cara Fridrika II. (1223.)                                                                              |
| 28° | vitez zapovjednik Hrama Knight Commander of the Temple                                            | El                                                                               | vitez Sunca Knight of the Sun                      | Elias Ashmole i transformacija zidarstva iz operativnog ceha u spekulativno bratstvo                                                                                |
| 29° | škotski vitez sv. Andrije Scottish Knight of Saint Andrew                                         | Robert Bruce                                                                     | vitez svetog Andrije Knight of Saint Andrew        | Rješavanje incidenta u bitci kod Nikopolja, između islama i kršćanstva.                                                                                             |
| 30° | vitez kadoš, ili vitez bijelog i crnog orla Knight Kadosh, or Knight of the White and Black Eagle | Filip Lijepi, papa Klement V., Jacques de Molay, sedam slobodnih umijeća, kabala | veliki inspektor Grand Inspector                   | U 14. stoljeću provodi se građanski sudski proces tijekom vladavine engleskog kralja Eduarda II.                                                                    |

### Insignije
Insignije stupnjeva uključuje obveznu pregaču i medaljon, od kojih  svaka ima svoju posebnost i simboliku. Insignije Južne jurisdikcije SAD-a prema stupnjevima su sljedeće:
- U 19. stupnju ne nosi se pregača, ali se nosi zlatni paralelogram (pravokutnik) s grčkim slovom Alfa s jedne strane i Omegom s druge strane.
- Pregača 20. stupnja je žute boje s plavim obrubom, a na njoj su tri koncentrična trokuta okrenuta vrhom prema dolje. U sredini se nalaze riječi Tetragram (vodoravno) i Fiat Lux (okomito), tvoreći križ. Trokutasti oblik simbolizira "četvrto veliko svjetlo", koje nas podsjeća na Božanstvo i njegova svojstva. Medaljon je izrađen od zlata i prikazuje ista tri koncentrična trokuta.
- Žuta pregača 21. stupnja prikazuje ruku koja drži mač, krilatu figuru koja u lijevoj ruci drži ključ, a desnim kažiprstom dodiruje usne (egipatski simbol šutnje). Medaljon je trokut vrhom prema gore, u kojem su strijela okrenuta prema dolje, ruka s mačem i moto Fiat Justitia, Ruat Coelum (u prijevodu: Neka se vrši pravda, pa makar propalo nebo).
- Pregača 22. stupnja je bijela s ljubičastim obrubom, a na njoj su troglava zmija i stol s nacrtima i alatima. Medaljon je zlatna sjekira s drškom, na čijem vrhu se nalaze inicijali Noe i Salomona, u sredini Liban i Sidon, a na oštrici s jedne strane Adoniram, Kir, Darije, Zorobabel, Nehemija, Ezra, a s druge Šem, Ham, Jafet, Mojsije, Ahaliab, Becalel.
- Bijela pregača 23. stupnja s obrubom od crvene, plave i ljubičaste vrpce, simbolizira elemente zemlje, vatre, zraka i mora, kao i Božju blagost, slavu, mudrost i moć. Na pregači je zlatni sedmerokraki svijećnjak, koji predstavlja sedam planeta i vrlina: Sunce – vjera, Mjesec – nada, Venera – milosrđe, Mars – hrabrost, Merkur – mudrost, Saturn – umjerenost, Jupiter – pravda. Medaljon je mali srebrni kadionik ili ukrašena čašica s drškom u obliku otvorene ruke.
- Pregača 24. stupnja je od bijele janjeće kože, s detaljima u grimiznoj, zelenoj i plavoj boji. Na njoj je ljubičasto drvo mirte i zlatni prikaz arapskog šatora. Medaljon je hebrejsko slovo Alef, koje visi s ljubičaste vrpce.
- Bijela pregača 25. stupnja je s crnom podstavom, na bijeloj strani ukrašena zlatnim zvijezdama (Plejade, Hijade, Orion, Kapela), a na crnoj srebrnima (Perzej, Škorpion, Volar). Također se prikazuju zmija u obliku urobora, skarabej, trokut sa zrakama i Tetragram u sredini, te inicijali zvijezda Regulus, Aldebaran, Antares i Fomalhaut. Medaljon je zlatni tau križ (crux ansata) s zmijom omotanom oko njega, te hebrejskim riječima koje znače "bio je ranjen" i "Mjedena zmija".
- Pregača 26. stupnja je grimizna, obrubljena bijelim, a u središtu se nalazi zeleni trokut okrenut vrhom prema dolje. U trokutu su inicijali koji označavaju snagu, mudrost i sklad, te plamteće zlatno srce s natpisom I.H.S. (Jesus Hominum Salvator, u prijevodu Isus Krist Spasitelj,[10] ili Imperium, Harmonia, Sapientia). Medaljon je zlatni trokut identičan onom na pregači, a visi s ljubičaste vrpce.
- Pregača 27. stupnja je od bijele janjeće kože s crvenonarančastim pentagramom, a medaljon je zlatna petokraka zvijezda.
- Pregača 28. stupnja od grimizne janjeće kože, s crnom podstavom, prikazuje teutonski križ, te crni ključ okružen lovorovim vijencem. Medaljon je isti kao i na pregači – Teutonski križ.
- U 29. stupnju ne nosi se pregača. Medaljon je zlatni Andrijin križ, nad kojim je viteški šljem, a između donjih krakova zlatni čičak. U središtu križa nalazi se hebrejsko slovo Jod, a na krajevima, u smjeru kazaljke na satu od dna prema gore, slova N, M, I, N.
- 30. stupanj nema pregače. Medaljon je zlatni Teutonski križ emajliran crvenom bojom, na kojem počinje srebrni dvoglavi orao s raširenim krilima okrenutim prema dolje.

## Iznimke, posebnosti i neslaganja
- Godine 2004. Sjeverna jurisdikcija SAD-a iznova je napisala i reorganizirala svoje stupnjeve,[11] a dodatne izmjene uvedene su 2006.[12] Tijekom te dvije revizije promijenjeni su nazivi za 21 od ukupno 33 stupnja.
- U Engleskoj i Walesu, kao i Škotskoj, koncili kadoša ne postoje, a ovi stupnjevi se dodjeljuju u vrhovnom vijeću, i to samo 30. stupanj, a svi prethodni dodjeljuju se samo nominalno.[13][14][15]
- U Austriji i Njemačkoj, u aeropagu, izvodi se samo 30. stupanj, dok se preostali stupnjevi dodjeljuju nominalno kroz upute.[16][17]
- U nekim slučajevima u Francuskoj koncil kadoša nosi naziv filozofski koncil (fran. conseil philosophique).[18]